# Mornago
Mornago (lombardul: Mornagh) település Olaszországban, Varese megyében. Lakosainak száma 4870 fő (2023. január 1.). Mornago Besnate, Crosio della Valle, Vergiate, Casale Litta, Arsago Seprio és Sumirago községekkel határos.

## Népesség
A település népességének változása:
| Lakosok száma | 5029 | 4976 | 4870 |
|               | 2017 | 2018 | 2023 |